# Oncideres germarii
Oncideres germarii es una especie de escarabajo longicornio de la subfamilia Lamiinae. Fue descrita científicamente por Thomson en 1868.
Se distribuye por Argentina, Bolivia, Brasil, Paraguay y Uruguay. Posee una longitud corporal de 16-25 milímetros. El período de vuelo de esta especie ocurre en los meses de enero, marzo, abril, mayo y julio.
Oncideres germarii se alimenta de plantas y arbustos de las familias Achatocarpaceae y Fabaceae.